# Fiat Uno
Fiat Uno – samochód osobowy klasy aut miejskich produkowany pod włoską marką FIAT w latach 1983–2021.

## Pierwsza generacja

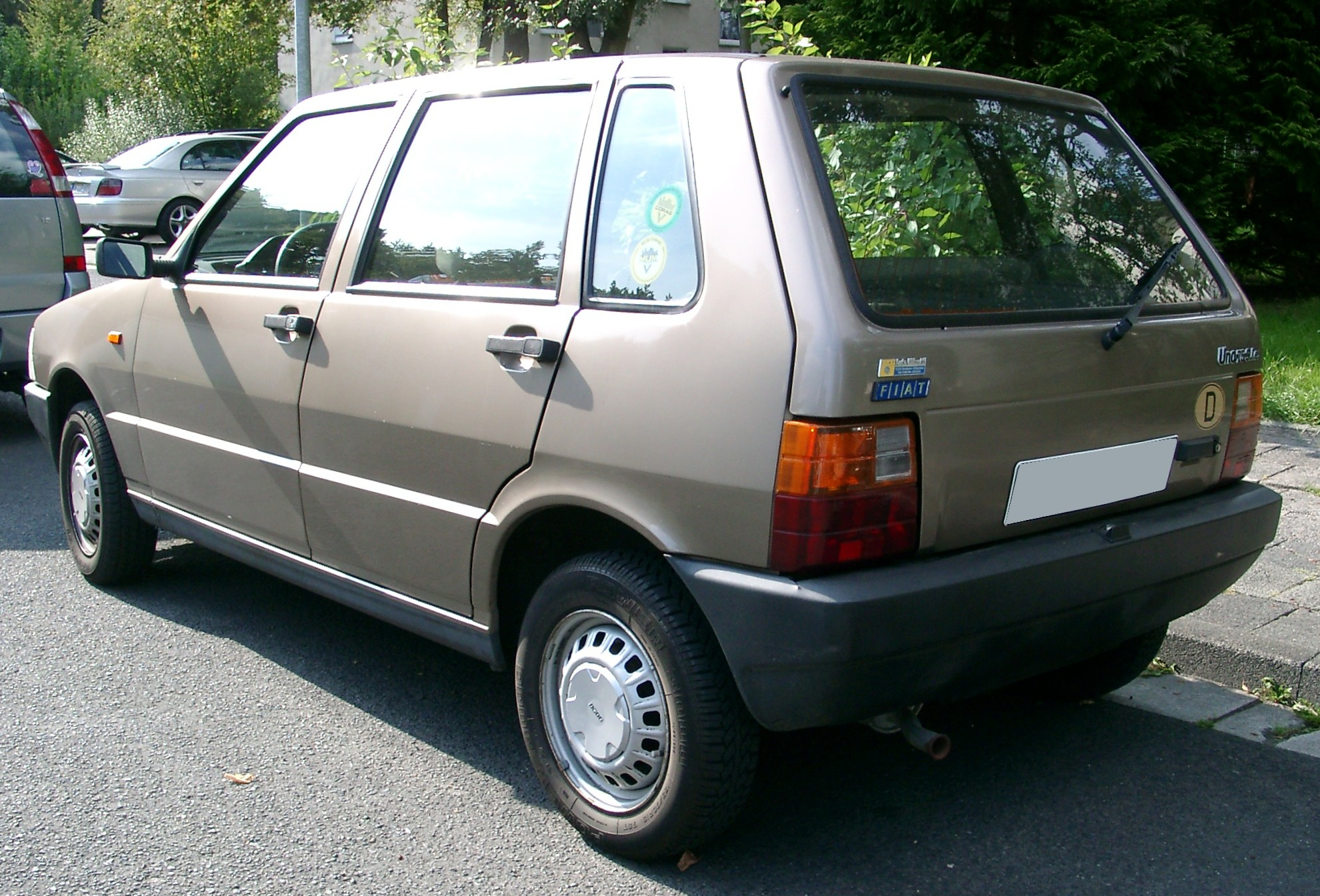
Fiat Uno I - tył

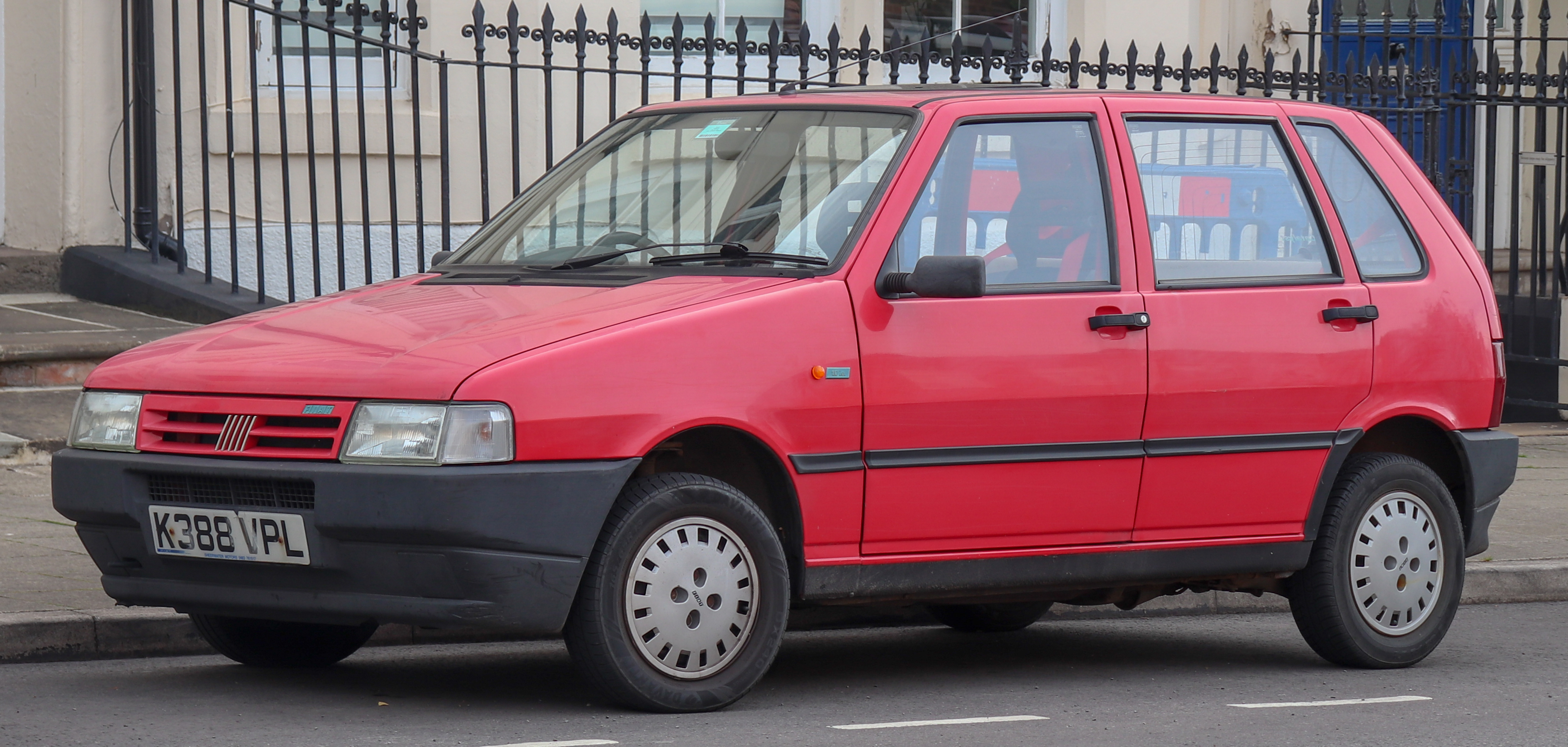
Fiat Uno I po liftingu

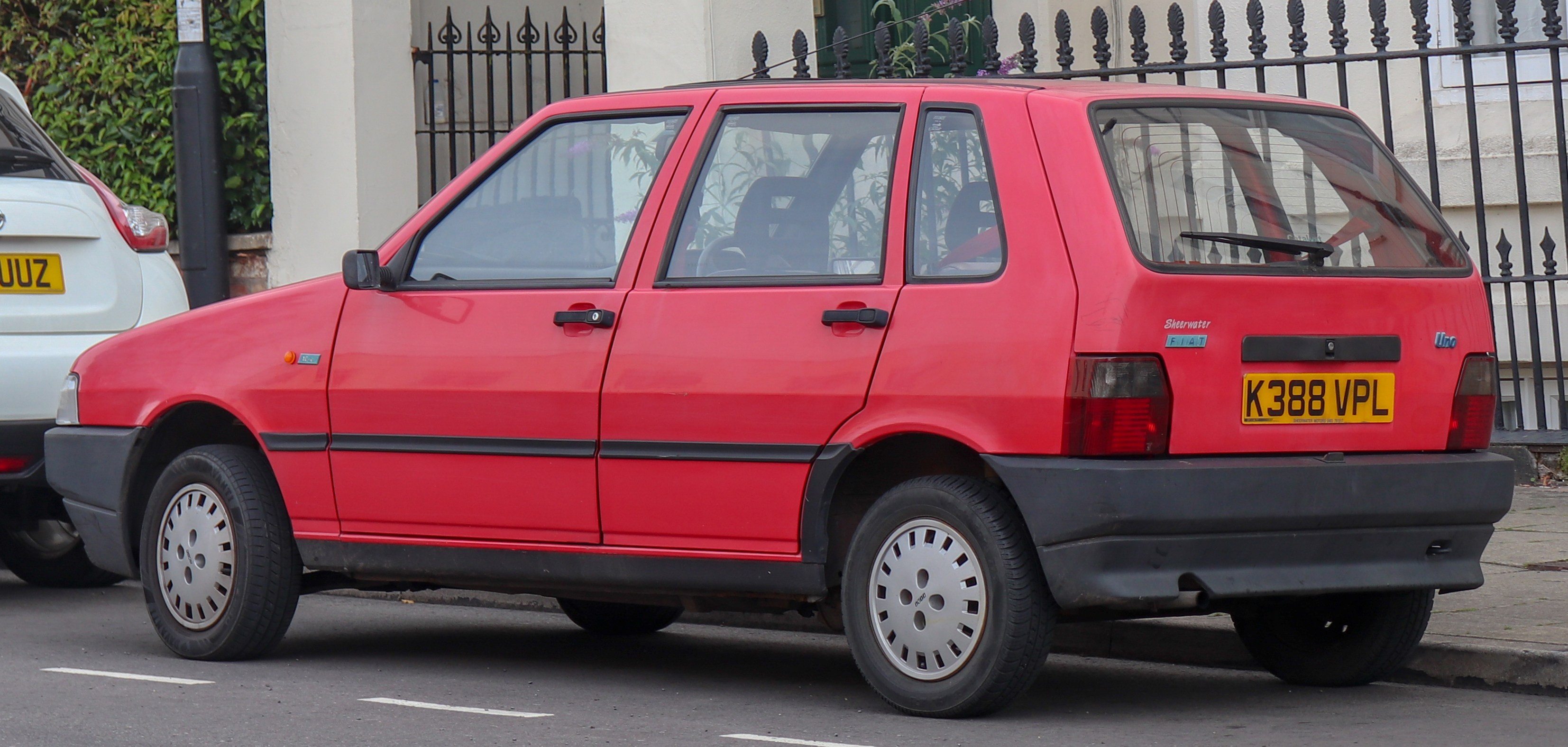
Fiat Uno I - tył po liftingu

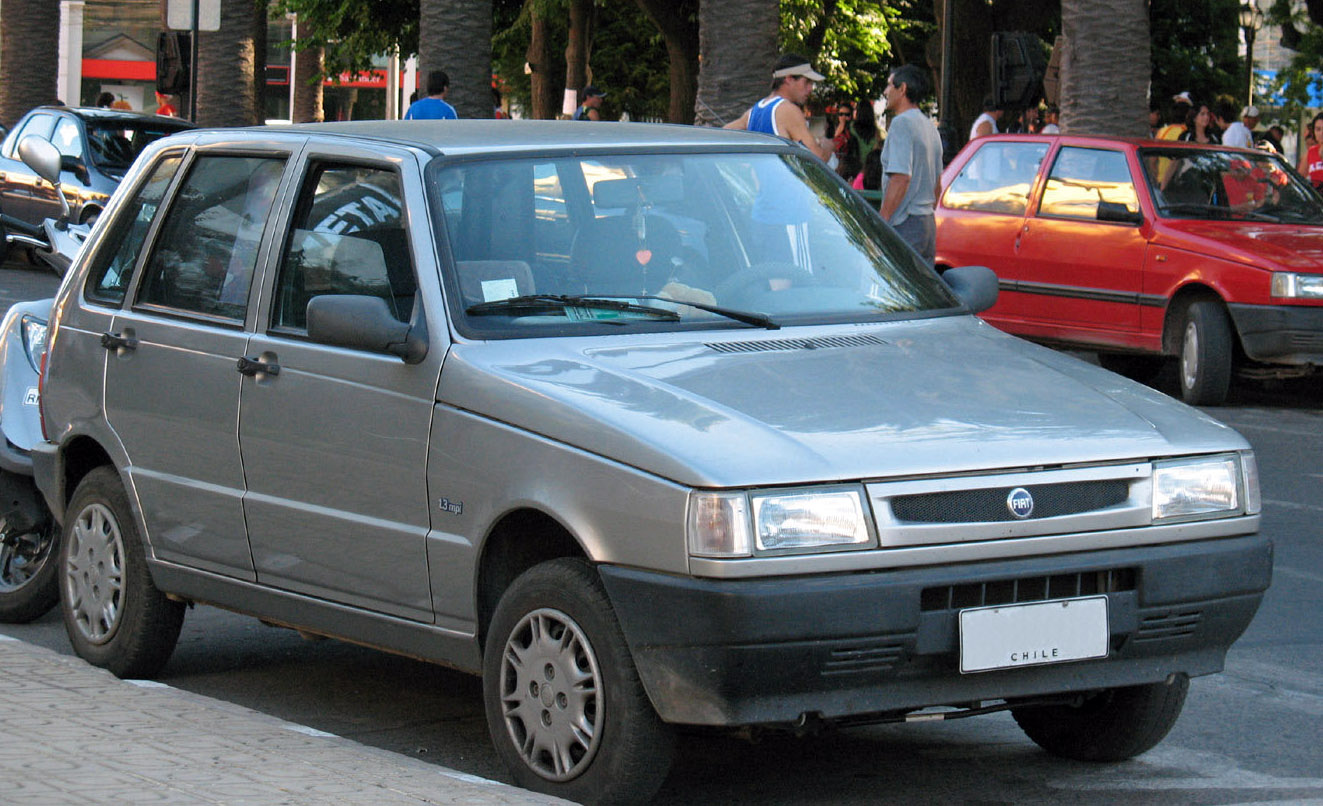
Fiat Uno I po drugim liftingu

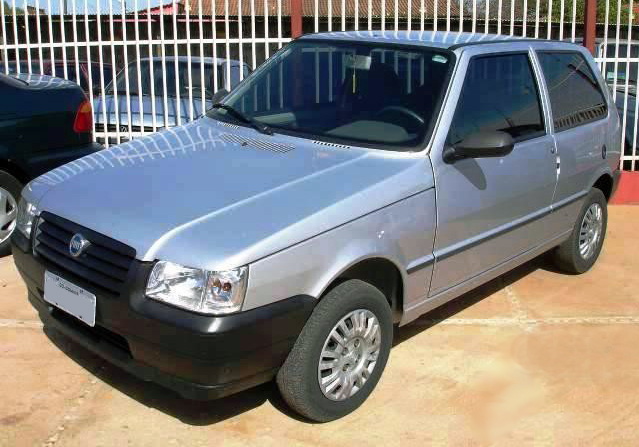
Fiat Uno I po trzecim liftingu

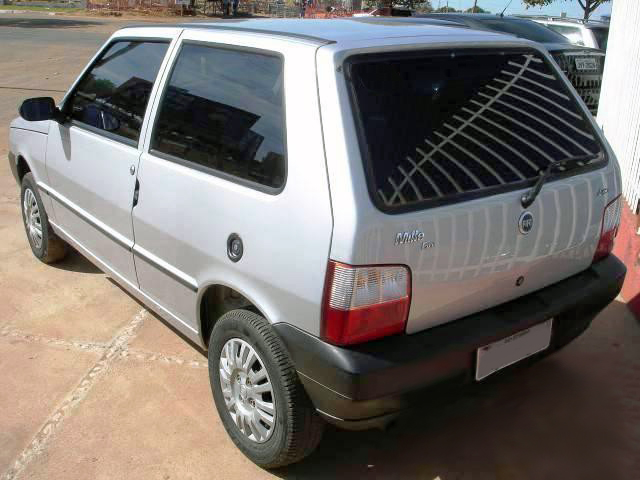
Fiat Uno I - tył po trzecim liftingu

Fiat Uno I został zaprezentowany po raz pierwszy w 1983 roku.
Nadwozie tego modelu było opracowane przez Giorgetto Giugiaro z firmy Italdesign Giugiaro. Oficjalna prezentacja nastąpiła 20 stycznia 1983 roku na przylądku Canaveral na Florydzie. Wyposażano go w silniki (dane patrz niżej) benzynowe o pojemności 0,9, 1,0, 1,1, 1,3 i 1,5 dm³ oraz silniki wysokoprężne (1,3 (także jako TURBO) i 1,7 dm³). Silnik Diesla 1,3 dm³ opracowano na bazie benzynowego o tej samej pojemności. Wersja Uno Turbo oferowana była w latach 1985–1989.
W ciągu 10 lat produkcji we Włoszech wyprodukowano 6 milionów egzemplarzy. W plebiscycie na Europejski Samochód Roku 1984 model zajął 1. pozycję.
Auto było również produkowane w Brazylii (od października 1984 roku) i Argentynie. W Europie występował w wersji 3- oraz 5-drzwiowej. W Ameryce Południowej znany był również jako kombi o nazwie Elba (w Brazylii i Europie) lub Duna Weekend (na wielu pozostałych rynkach), 2 i 4-drzwiowy sedan o nazwie Premio oraz Duna (poza Brazylią).

### Modernizacje
Przez 27 lat produkcji pierwszej generacji Fiata Uno, samochód przeszedł trzy duże modernizacje, z czego tylko jedna, pierwsza, dotyczyła europejskiego rynku.

#### Pierwszy lifting (1989)
W 1989 roku samochód przeszedł pierwszy facelifting, w którym zmieniono wygląd zewnętrzny oraz wnętrze. Wymieniono także silniki – wersja 1,1l została zastąpiona nowym silnikiem FIRE (Fully Integrated Robotized Engine), a wersję 1,3l zastąpił model 1,4l. Oba te silniki występowały w wersji TURBO. Występowała również poszukiwana przez koneserów bardzo szybka i komfortowa wersja z silnikiem 1,5l, klimatyzacją, szyberdachem, szybami sterowanymi elektrycznie i welurową tapicerką. Z tym silnikiem była też oferowana skrzynia bezstopniowa CTX (Uno Selecta). Wersja Turbo dostępna była w latach 1989–1993.
Fiat Uno po głębokim liftingu był produkowany w także Polsce przez Fiat Auto Poland w Bielsku-Białej (1994–2000) i Tychach (2000–2002), RPA i Turcji (Tofas od 1993). Łącznie w obu tych polskich miastach powstało 173 416 egzemplarzy Uno, z czego 144 826 w Bielsku-Białej. Tam też padł roczny rekord produkcji (w 1997 roku) – 30 316 egzemplarzy.
Z chwilą zakończenia produkcji Uno w Tychach obliczono, że na świecie powstało 8,5 miliona.

#### Drugi lifting (1995)
Drugi lifting Uno odbył się w 1995 roku i objął jedynie rynek Ameryki Południowej. Zmieniły się przetłoczenia na drzwiach, a także wygląd pasa przedniego, który zyskał bardziej kanciaste lampy i inaczej ukształtowany zderzak. Samochód eksportowany był także do Europy do 1997 roku pod marką Innocenti jako Innocenti Mille. Z kolei produkcja na wewnętrznym rynku brazylijskim trwała do 2004 roku, kiedy to przeprowadzono kolejny lifting. W międzyczasie, w 2001 roku samochód zmienił nazwę na Fiat Mille Fire.

#### Trzeci lifting (2004)
W 2004 roku Uno przeszło największą od 1989, trzecią w kolei modernizację. Pojawił się zupełnie nowy przedni pas z innymi reflektorami i zmodernizowanym zderzakiem. Zmieniono też wkłady tylnych lamp, a także przeniesiono tablicę rejestracyjną z klapy bagażnika na zderzak. W Brazylii samochód był sprzedawany z silnikiem benzynowo-alkoholowym o pojemności 1,0 dm³ pod nazwą „Fiat Mille Fire” (od 2001 roku), zaś w wersji eksportowej jako „Uno Fire” z silnikiem benzynowym 1,3 dm³. Poza Ameryką Południową, samochód dostępny był w niektórych krajach Afryki. Napędzany był również silnikiem z serii FireFlex 1.0, który przystosowany jest do oferowanego w Ameryce Południowej paliwa – benzyny z dodatkiem alkoholu, może być napędzany także benzyną i gazem.
W 2009 roku łącznie z odmianami użytkowymi wyprodukowano 179 774 sztuki. Produkcja zakończyła się w 2010 roku, kiedy to przedstawiono drugą generację Uno.

### Silniki (1983–1989)
Silniki benzynowe:
- 0.9 45KM (1983–1989)
- 1.0 i 45KM (1985–1989)
- 1.1 55KM (1983–1989)
- 1.3 65KM (1985–1989)
- 1.3 Turbo i.e. 100KM (1987–1987)
- 1.5 i 75KM (1985–1989)
- 1.0 44KM (1986–1989)
- 1.1 50KM (1986–1989)
- 1.1 58KM (1985–1989)
- 1.3 68KM (1983–1985)
- 1.3 Turbo i.e. 105KM (1985–1989)

Silniki wysokoprężne:
- 1.3 Super Diesel 45KM (1983–1989)
- 1.7 D 60KM (1986–1989)
- 1.4 TD 70KM (1986–1989)

| Wersja             | Silnik:                          | Układ zasilania:   | Średnica × skok tłoka: | St. sprężania:     | Moc maksymalna:                  | Maks. moment obrotowy     | 0-100 km/h:        | V-max:             |
| Silniki benzynowe: | Silniki benzynowe:               | Silniki benzynowe: | Silniki benzynowe:     | Silniki benzynowe: | Silniki benzynowe:               | Silniki benzynowe:        | Silniki benzynowe: | Silniki benzynowe: |
| ------------------ | -------------------------------- | ------------------ | ---------------------- | ------------------ | -------------------------------- | ------------------------- | ------------------ | ------------------ |
| 0.9 45             | R4 0,9 l (903 cm³), OHV          | gaźnik             | 65,00 mm × 68,00 mm    | 9,0:1              | 45 KM (33 kW) przy 5600 obr/min  | 66 N•m przy 3000 obr/min  | 17,7 s             | 140 km/h           |
| 1.0 45S            | R4 1,0 l (999 cm³), SOHC         | gaźnik             | 70,00 mm × 64,90 mm    | 9,9:1              | 45 KM (33 kW) przy 5000 obr/min  | 80 N•m przy 2750 obr/min  | 18,0 s             | 135 km/h           |
| 1.1 60S            | R4 1,1 l (1116 cm³), SOHC        | gaźnik             | 80,00 mm × 55,50 mm    | b/d                | 60 KM (43 kW) przy 5700 obr/min  | 87 N•m przy 3000 obr/min  | 13,9 s             | 163 km/h           |
| 1.3 70SX           | R4 1,3 l (1301 cm³), SOHC        | gaźnik             | 86,00 mm × 56,00 mm    | b/d                | 70 KM (52 kW) przy 5700 obr/min  | 100 N•m przy 3000 obr/min | 11,3 s             | 167 km/h           |
| 1.3 Turbo          | R4 1,3 l (1301 cm³), SOHC, turbo | wtrysk Bo LE-Jet   | 80,50 mm × 63,90 mm    | 8,0:1              | 106 KM (78 kW) przy 5750 obr/min | 146 N•m przy 3200 obr/min | 8,3 s              | 196 km/h           |

### Silniki (1989–2002)
Silniki benzynowe:
| Wersja          | Pojemność | Typ silnika     | Moc maksymalna          | Maks. moment obrotowy   | Prędkość maks. | 0-100 km/h |
| --------------- | --------- | --------------- | ----------------------- | ----------------------- | -------------- | ---------- |
| 0.9 (od 1999r.) | 899 cm³   | R4/8 OHV        | 39 KM / 5500 obr./min.  | 65 Nm / 3000 obr./min.  | 140 km/h       | 22,3 s     |
| 0.9 (do 1994r.) | 903 cm³   | R4/8 OHV        | 45 KM / 5600 obr./min.  | 67 Nm / 3000 obr./min.  | 145 km/h       | 17,0 s     |
| Clip            | 994 cm³   | R4/8 OHC        | 48 KM / 6000 obr./min.  | 72 Nm / 2600 obr./min.  | 145 km/h       | 17,7 s     |
| 1.0             | 999 cm³   | R4/8 OHC/gaźnik | 44 KM / 5000 obr./min.  | 76 Nm / 2750 obr./min.  | 145 km/h       | 16,4 s     |
| 1.0 FIRE        | 999 cm³   | R4/8 OHC/FIRE   | 45 KM / 5000 obr./min.  | 74 Nm / 3250 obr./min.  | 145 km/h       | 16,4 s     |
| 1.1 FIRE        | 1108 cm³  | R4/8 OHC/FIRE   | 50 KM / 5250 obr./min.  | 84 Nm / 3000 obr./min.  | 150 km/h       | 16,1 s     |
| 1.4 i.e.        | 1372 cm³  | R4/8 OHC        | 70 KM / 6000 obr./min.  | 106 Nm / 3000 obr./min. | 165 km/h       | 12,4 s     |
| 1.5 i.e.        | 1498 cm³  | R4/8 OHC        | 75 KM / 5600 obr./min.  | 113 Nm / 3000 obr./min. | 171 km/h       | 11,2 s     |
| 1.3 Turbo i.e.  | 1301 cm³  | R4/8 OHC        | 100 KM / 6000 obr./min. | 142 Nm / 3500 obr./min. | 196 km/h       | 8,5 s      |
| 1.4 Turbo i.e.  | 1372 cm³  | R4/8 OHC        | 112 KM / 6000 obr./min. | 161 Nm / 3500 obr./min. | 200 km/h       | 8,4 s      |

Silniki wysokoprężne:
| Wersja | Pojemność | Typ silnika | Moc maksymalna         | Maks. moment obrotowy   | Prędkość maks. | 0-100 km/h  |
| ------ | --------- | ----------- | ---------------------- | ----------------------- | -------------- | ----------- |
| 1.3 D  | 1301 cm³  | R4/8        | 45 KM / 5000 obr./min. | 75 Nm / 3000 obr./min.  | 140 km/h       | 20,6 s      |
| 1.4 TD | 1367 cm³  | R4/8        | 70 KM / 4800 obr./min. | 128 Nm / 3000 obr./min. | 165 km/h       | 12,4 s      |
| 1.7 DS | 1697 cm³  | R4/8        | 58 KM / 4600 obr./min. | 98 Nm / 2900 obr./min.  | 155 km/h       | 15,9 s      |
| 1.9 D  | 1910 cm³  | R4/8        | 60 KM / 4400 obr./min. | 108 Nm / 2500 obr./min. | 157 km/h       | 14,0-15,9 s |

### Wyposażenie (1989–2002)[10]
Bezpieczeństwo:
- Prawe lusterko zewnętrzne +
- Wycieraczka i spryskiwacz szyby tylnej +
- Ogrzewana tylna szyba +
- Spryskiwacz reflektorów
- Światła przeciwmgłowe przednie +
- Regulacja wysokości górnego mocowania pasów bezpieczeństwa +
- Pasy bezpieczeństwa dla pasażerów tylnej kanapy +
- Zagłówki dla pasażerów tylnej kanapy +
- Przedni stabilizator +
- ABS

Komfort:
- Centralny zamek +
- Centralny zamek sterowany pilotem +
- Elektrycznie podnoszone szyby przednie +
- Szyby atermiczne +
- Uchylne szyby boczne +
- Szyberdach otwierany ręcznie +
- Welurowa tapicerka +
- Skórzana tapicerka
- Fotele z regulacją lędźwiową
- Podgrzewane fotele
- Dzielona tylna kanapa +
- otwieranie bagażnika dźwignią z wnętrza samochodu +
- Uchwyty nad drzwiami dla pasażerów tylnej kanapy +
- Wewnętrzne lusterko wsteczne z lampką +
- Lusterko w osłonie przeciwsłonecznej pasażera +
- Popielniczka dla pasażerów tylnej kanapy +
- Okładziny plastikowe wnętrza +
- Kieszenie drzwiowe +
- Konsola środkowa do podłogi +
- Trzybiegowa dmuchawa wnętrza +
- Zegar cyfrowy +
- Radio i głośniki +
- Zamykany schowek
- Zapalniczka +
- Automatyczna kontrola temperatury
- Klimatyzacja
- Regulacja reflektorów z wnętrza samochodu +
- Trzybiegowy silnik wycieraczki przedniej +
- Relingi dachowe +
- Wspomaganie układu kierowniczego +
- Przekładnia automatyczna +

Stylizacja:
- Lakier metalik +
- Lakierowane zderzaki i lusterka +
- Nakładki plastikowe na progi i nadkola
- Listwy boczne +
- Felgi z lekkich stopów

Pozostałe:
- Chlapacze +
- Dodatkowy zbiornik paliwa
- Licznik przebiegu dziennego +
- Wskaźnik temperatury silnika +
- Obrotomierz +
- Moduł kontroli usterek

Pozycje zaznaczone plusem były dostępne w Polskiej produkcji.

## Druga generacja

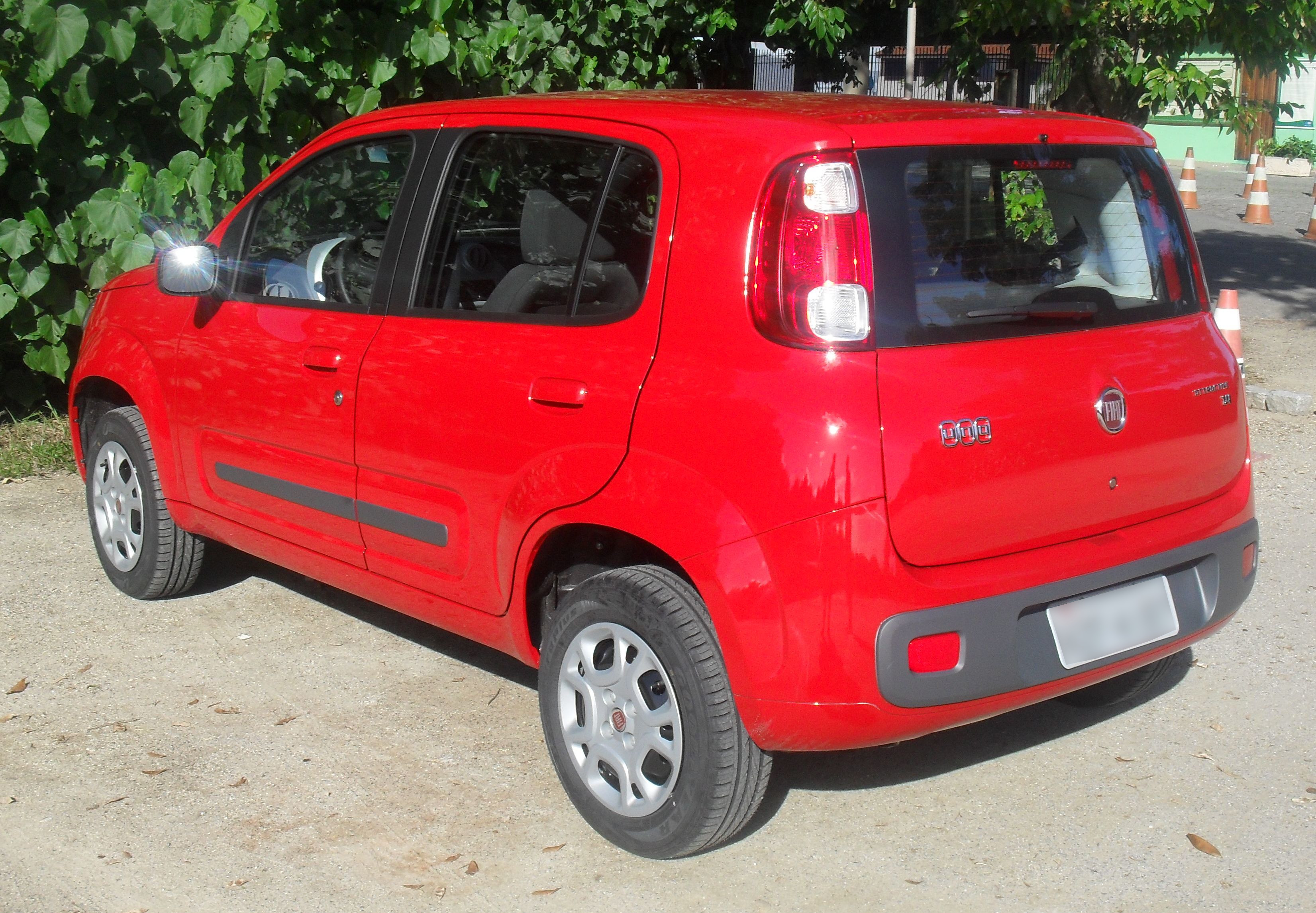
Fiat Uno II - tył

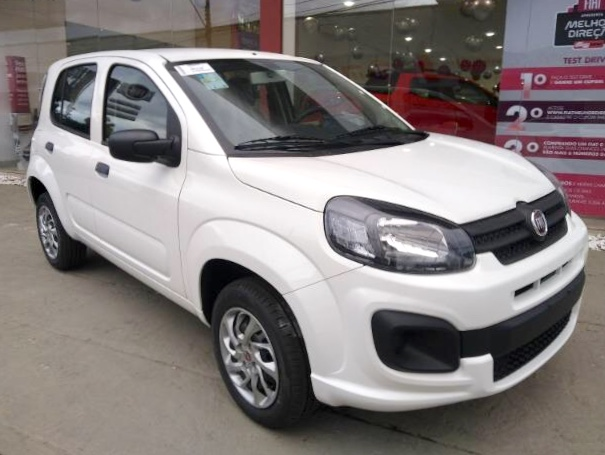
Fiat Uno II po liftingu

Fiat Uno II został zaprezentowany po raz pierwszy w 2010 roku.
Jesienią 2010 roku na rynek trafiła druga generacja Uno – pierwsze w historii nowe wcielenie tego modelu od 1983 roku. Pojazd produkcji w Betim w Brazylii w pierwszej połowie 2010 roku i został przeznaczony wyłącznie na rynek Ameryki Południowej. Auto powstało na skróconej platformie Fiata Punto. Prace projektowe pod kryptonimem „Projekt 327” prowadzono w Brazylii i we Włoszech według tych samych zasad, które stosowano projektując model Uno I. Trzy charakterystyczne pionowe otwory umieszczone na ścianie przedniej między logo marki a lewym reflektorem nawiązują stylistycznie do modelu Fiat Panda pierwszej generacji.
W modelach produkowanych w Brazylii zastosowano dwa silniki z zasilaniem benzynowo-alkoholowym typu Fuel-Flex. Najmniejszy i ze względów podatkowych najpopularniejszy silnik 1,0 dm³ Evo Flex w zależności od rodzaju paliwa rozwija moc maksymalną 73 lub 75 KM. Większy, przeznaczony głównie do modeli eksportowanych, 1,4 dm³ Evo Flex rozwija moc maksymalną 85 lub 88 KM.
Ofertę w 2012 roku wzbogaciła uterenowiona wersja „Fiat Uno Way” z powiększonym prześwitem i z plastikowymi osłonami na karoserię.
We wrześniu 2016 roku przedstawiono model po liftingu, w ramach którego odświeżono wygląd pasa przedniego.

## Sprzedaż w Polsce
| Rok  | Pozycja | Ilość sprzedanych sztuk | Udział w rynku |
| ---- | ------- | ----------------------- | -------------- |
| 1997 | 6       | 23 328                  | 4,9%           |
| 1998 | 10      | 15 480                  | 3,0%           |
| 1999 | 9       | 19 212                  | 3,0%           |
| 2000 | 6       | 18 663                  | 3,9%           |
| 2001 | 5       | 12 586                  | 3,8%           |